# Rhododendron eudoxum
Rhododendron eudoxum är en ljungväxtart som beskrevs av Isaac Bayley Balfour och Forrest. Rhododendron eudoxum ingår i släktet rododendron, och familjen ljungväxter.

## Underarter
Arten delas in i följande underarter:
- R. e. brunneifolium
- R. e. mesopolium